# فرودگاه بکلس
فرودگاه بکلس (به انگلیسی: Beccles Airport) یک فرودگاه خصوصی است که یک باند فرود بتن و چمن دارد و طول باند آن ۶۹۶ متر است. این فرودگاه در کشور انگلستان قرار دارد و در ارتفاع ۲۴ متری از سطح دریا واقع شده‌است.